# Ольга Олександрівна Романова
Ольга Олександрівна Романова (1 (13) червня 1882 — 24 листопада 1960) — остання Велика княгиня, молодша дочка імператора Олександра III Олександровича і імператриці Марії Федорівни — після Миколи, Олександра, Георгія, Ксенії та Михайла. Художниця.

## Біографія
Виросла в Гатчинському палаці в передмісті Санкт-Петербурга. Відносини з матір'ю, імператрицею Марією Федорівною, були холодними.
У 1901 році одружилася з герцогом Ольденбурзьким. Шлюб був невдалим і закінчився розлученням. Згодом Ольга Олександрівна вийшла за Миколу Куликовського. Після падіння династії Романових поїхала до Криму з матір'ю, чоловіком і дітьми, де вони проживали в умовах, близьких до домашнього арешту. Її брати Микола з сім'єю і Михайло були страчені. В 1925 році в Берліні зустрічалася з найвідомішою лже-Анастасією — Анною Андерсон.
Одна з небагатьох членів Імператорської родини, які врятувалися після більшовицького перевороту (чому сприяв начальник охорони П. Л. Задорожний). В еміграції жила в Данії, потім Канаді, пережила всіх інших онуків (онук) імператора Олександра II. За своє життя написала понад 2000 картин, доходи від продажу яких дозволяли їй підтримувати сім'ю і займатися благодійністю. Померла у віці 78 років, за сім місяців після смерті старшої сестри.